# Mohelnice nad Jizerou
Mohelnice nad Jizerou é uma comuna checa localizada na região da Boêmia Central, distrito de Mladá Boleslav.